# Bil (film)
 For alternative betydninger, se Bil (flertydig). (Se også artikler, som begynder med Bil)
Bil er en dansk børnefilm fra 2000 instrueret af Sidse Carstens.